# Patrice Péron
Pas d'image ? Cliquez ici

a Compétitions nationales et continentales officielles uniquement.

b Matchs officiels uniquement.
Patrice Péron, né le 20 juin 1949 à Colombes, est un joueur français de rugby à XV.